# Jekaterina Alexandrowna Bachwalowa
Jekaterina Alexandrowna Bachwalowa (russisch Екатерина Александровна Бахвалова, engl. Transkription Yekaterina Bakhvalova; * 8. März 1972 in Leningrad) ist eine ehemalige russische Hürdenläuferin, die sich auf die 400-Meter-Distanz spezialisiert hatte und wegen ihrer Sprintstärke auch in der 4-mal-400-Meter-Staffel eingesetzt wurde.
1997 erreichte sie bei den Weltmeisterschaften 1997 in Athen das Halbfinale und errang Silber bei der Universiade in Catania. Im Jahr darauf verpasste sie bei den Europameisterschaften 1998 in Budapest knapp das Finale, gewann aber dafür mit der russischen 4-mal-400-Meter-Stafette Silber. 1999 schied sie bei den Weltmeisterschaften in Sevilla erneut im Halbfinale aus.
Bei den Europameisterschaften 2002 in München wurde sie Fünfte, bei den Olympischen Spielen 2004 in Athen drang sie ins Halbfinale vor.
1997 und 2002 wurde sie nationale Meisterin über 400 Meter Hürden.

## Persönliche Bestzeiten
- 400 m: 51,69 s, 22. Juli 1999, Sankt Petersburg
  - Halle: 53,14 s, 18. Februar 1999, Moskau
- 400 m Hürden: 54,65 s, 22. August 1999, Sevilla